# Ernesto Peternolli
Ernesto Peternolli (* 7. November 1904 in Tanta; † 16. Mai 1981 in Bologna) war ein italienischer Romanist und Italianist, der vor allem in den Niederlanden wirkte.

## Leben und Werk
Peternolli wurde 1928 in Mailand im Fach Rechtswissenschaft promoviert. Er war von 1931 bis 1934 Lektor an der Universität Pécs, von 1935 bis 1938 Lektor an der Universität Turku.  An der Universität Groningen war er von 1953 bis 1965 Lektor (Dozent), von 1966 bis 1970 Stiftungsprofessor und von 1970 bis 1976 Professor für Italienisch. 1979 zog er nach Bologna.

## Werke
- (Übersetzer) Peter Lippert, Visione cattolica del mondo, Brescia 1931, 1944, 1947 (Original: Die Weltanschauung des Katholizismus, Leipzig 1927)
- (Übersetzer) Peter Georg, Ferramonti. Romanzo, Florenz 1952, Castrovillari 2003 (Es handelt sich um das Lager Ferramonti in Tarsia)
- Grammatica Svedese, Florenz 1952, 1956, 1964, 1968 (382 Seiten)
- Iets over "humour" en "umorismo" in de moderne Italiaanse letterkunde, Groningen 1954 (Antrittsvorlesung)
- Enige beschouwingen over het werk van Italo Svevo. Een italiaanse voorloper van de moderne roman, Groningen 1966 (Antrittsvorlesung)